# Colgate-Palmolive
Colgate-Palmolive Company es una empresa multinacional presente en más de 200 países y demarcaciones territoriales dedicada a la fabricación, distribución y venta de productos de higiene bucal, higiene personal y limpieza del hogar.

## Historia
En 1806, William Colgate abrió una pequeña fábrica de almidón, jabones y velas en la ciudad de Nueva York, denominada William Colgate & Co. William en 1834 sufrió un grave ataque al corazón deteniendo su negocio de ventas. Después de un par de años de recuperación continuó con su negocio. En la década de 1840, la empresa comenzó a vender pastillas individuales de jabón con pesos uniformes. En 1857, al morir William Colgate, se produce una reorganización que cambia su nombre a Colgate & Company bajo la dirección de Samuel, hijo del fundador, quien no quiso continuar con el negocio, aunque pensó que sería lo correcto continuarlo.
Fue en 1873 que la compañía presenta su crema dental en pequeñas jarras. Esta presentación fue sustituida en 1896 cuando la empresa presenta en el mercado la pasta de dientes en tubo bajo la marca Colgate Ribbon Dental Cream, que se convierte en un estándar en el mercado. Al cumplir 100 años, la compañía poseía 800 productos diferentes en el mercado. En 1908 la empresa, que hasta entonces se había mantenido como un negocio familiar, comienza a cotizar en la bolsa y los cinco hijos de Samuel Colgate se incorporan a la gerencia de la empresa.
En 1911, Colgate comienza su programa de educación oral para niños, distribuyendo cremas y cepillos gratis en las escuelas primarias. Así mismo, se inició con la distribución de muestras a los higienistas dentales para que ellos instruyeran la forma correcta del cepillado.
En 1914, Colgate inicia su expansión internacional abriendo su primera subsidiaria en Canadá. En los años siguientes, se abrieron nuevas subsidiarias en el Pacífico Sur y Asia (1921), Europa (1922), América Latina (1925), y África (1929).
Simultáneamente, la empresa decide fusionarse en 1928 con la compañía Palmolive-Peet, empresa fabricante de jabones, originándose la empresa "Colgate-Palmolive-Peet Company". En 1953 se decidió suprimir "Peet" del nombre, quedando su denominación actual. En el año 1956 se funda la oficina corporativa en Nueva York.
En 1962 Colgate-Palmolive abre el Centro de Investigación en Piscataway, Nueva Jersey, lanzando en 1968 cremas dentales, que incorporan fluorofosfato de sodio como sustancia para reducir las caries; hasta esa fecha las cremas dentales eran netamente cosméticas, relacionadas con la limpieza y mejorar el aliento.
La política de adquisiciones que impulsó la Junta Directiva de la compañía incluyó la incorporación al grupo de Hill's Pet Nutrition (1976), empresa especializada en nutrición animal; Softsoap (1987), fabricante de jabones líquidos; Mennen (1992), fabricante de desodorantes; Kolynos (1995), línea de productos de higiene bucal creada por la compañía The Kolynos Company en 1908; GABA (2004), empresa suiza ubicada en Therwil (de higiene bucal en el sector farmacéutico); y Tom's of Maine (2006), fabricante de cremas dentales naturales, ELTA MD, PCA Skin y Laboratoies Filorga Paris (2018), productos de productos cosméticos y protectores solares especializados y finalmente la última adquisición de Hello Company (2019),  fabricante de cremas dentales y productos de cuidado personal naturales.
En 1993 la filial española adquirió la empresa Cristasol, cuyos productos comercializa ahora como parte de la línea Ajax, así como la marca Profidén, que mantiene como segunda marca de crema dental.
Colgate en México
En 1925 cuando se iniciaba el proceso de institucionalización del país, los directivos de Colgate-Palmolive en Estados Unidos decidieron establecer una filial en México, la cual tendría como objetivo abrir un nuevo mercado.
El lanzamiento de los productos en México fue el siguiente:
| Década | Año de lanzamiento | Productos | Imagen |
| ------ | ------------------ | --- | ------ |
| 1920   | 1925               | Jabón Palmolive y crema dental Colgate |        |
| 1930   | 1935               | Línea Facial Bouquet Colgate: jabón, polvo facial, crema humectante, talco, brillantina para el cabello, rubor, lápiz labial en diferentes colores, cold cream y agua de colonia |        |
| 1940   | 1944               | Talco Boratado Colgate |        |
| 1950   | 1952               | Detergente FAB |        |
| 1960   | 1961               | Champú para ropa fina Vel Rosita |        |
| 1960   | 1965               | Limpiador en polvo Ajax. |        |
| 1960   | 1966               | Jabón Splen |        |
| 1970   | 1971               | Axion lavaplatos en polvo. |        |
| 1970   | 1971               | Suavitel suavizante de telas |        |
| 1970   | 1972               | Jabón Darling. |        |
| 1970   | 1973               | Crema dental Freska-ra y champú Splendor |        |
| 1970   | 1974               | Champú Alert anticaspa. |        |
| 1970   | 1975               | Champú Caprice |        |
| 1970   | 1976               | Jabón Nórdiko |        |
| 1970   | 1977               | Telas Magitel. |        |
| 1980   | 1980               | Línea Curity: talco, aceite, crema, champú, mamilas (tetinas) y biberones |        |
| 1980   | 1982               | Limpiador líquido Fabuloso |        |
| 1990   | 1990               | CDC Junior |        |
| 1990   | 1990               | Línea Neutro Balance |        |
| 1990   | 1990               | Jabón Palmolive Extra Care |        |
| 1990   | 1991               | Línea de champú Optims |        |
| 1990   | 1993               | Cepillo dental Zig Zag y cepillo dental Colgate Precisión |        |
| 1990   | 1993               | Crema dental Colgate Total. |        |
| 1990   | 1994               | Crema dental con bicarbonato de sodio |        |
| 1990   | 1994               | Línea de champú Caprice Naturals. |        |
| 1990   | 1994               | Spray para cabello y acondicionador Caprice Naturals |        |
| 1990   | 1994               | Nueva imagen de la línea de champú Mennen. |        |
| 1990   | 1995               | Ajax spray cocina y spray Ajax baño |        |
| 1990   | 1996               | Crema dental Colgate Total Fresh Stripe |        |
| 1990   | 1996               | Línea de champú y acondicionadores Caprice Botanicals |        |
| 1990   | 1996               | Desodorantes Speed Stick Clear y Speed Stick Gel |        |
| 1990   | 1997               | Crema dental Sensation Whitening. |        |
| 1990   | 1997               | Línea de estilizados Caprice Botanicals: gel, spray y mousse |        |
| 1990   | 1997               | Crema dental Colgate Doble Frescura |        |
| 1990   | 1997               | Línea de estilizado Palmolive Optims: spray, mousse, gel con queratina y gel líquidos                                                                                            |        |
| 1990   | 1998               | Champú Optims Anticaspa y Champú Caprice Anticaspa |        |
| 1990   | 1999               | Cepillo dental Total Professional |        |
| 1990   | 1999               | Champú Caprice Pro-Vitaminas. |        |
| 1990   | 1999               | Ajax fiesta de flores |        |
| 1990   | 1999               | Suavitel con protector de colores y planchado fácil |        |
| 1990   | 1999               | Axion líquido lavatrastes |        |
| 1990   | 1999               | Desodorante Speed Stick Ultimate |        |
| 2000   | 2000               | Cremas dentales frescura confiable y sensitive |        |
| 2000   | 2000               | Línea Botanicals: jabón, champú, acondicionador y shower gel |        |
| 2000   | 2000               | Cepillos Navigator y Sensitive. |        |
| 2000   | 2000               | Línea Ajax antibacterial |        |
| 2000   | 2000               | Línea Palmolive Kids: jabón y champú |        |
| 2000   | 2001               | Crema dental triple acción |        |
| 2000   | 2001               | Axion Sensación Primaveral |        |
| 2000   | 2001               | Cepillos Actibrush y Replace |        |
| 2000   | 2001               | Fabuloso Paraíso Tropical |        |

## Marcas en la actualidad

### Cuidado bucal
- Colgate: Crema dental, cepillos dentales, cepillos eléctricos, hilo dental, blanqueadores y enjuague bucal.
- hello: Crema dental, cepillos dentales, blanqueadores y enjuague bucal.
- Freska-ra: Crema dental.
- Plax: Enjuague bucal.
- Kolynos: Crema dental.
- Tom's: Crema dental.

### Cuidado personal
- Alert: Champú. Esta marca fue vendida recientemente a Genomma Lab Internacional.
- Caprice: Champú, cremas para peinar y jabones.
- Curity: Biberones.
- Fixion: Geles para el cabello.
- Lady Speed Stick: Desodorantes y antitranspirantes femeninos.
- Mennen: Artículos para el cuidado del bebé (champú, jabones, aceites, talco, cremas y colonias).
- Nórdiko: Jabones. Esta marca fue vendida recientemente a Genomma Lab Internacional.
- Palmolive: Champú, acondicionadores, cremas para peinar, jabones, cremas corporales y antitranspirantes femeninos.
- Protex: Jabones y geles antibacteriales, con diversos estilos.
- Speed Stick: Desodorantes y antitranspirantes masculinos.
- Stefano: Fragancias y antitranspirantes masculinos.
- Wildroot: Cremas para peinar. Esta marca fue vendida recientemente a Genomma Lab Internacional.
- Sanex: Geles y Desodorantes.

### Cuidado del hogar
- Ajax: Productos de limpieza.
- Axion: Jabones lavatrastes.
- Fabuloso: Limpiadores multiusos.
- Magitel: Telas para limpiar.
- Suavitel: Suavizantes de ropa.
- Vel Rosita: Suavizantes de ropa.

### Nutrición para mascotas
- Hillspet

## Participación en programas sociales
Hace más de 30 años[¿cuándo?]  participa en la asociación no lucrativa de Estrellas Colgate para apoyar a niños de escasos recursos en su desarrollo físico, mediante el deporte y educación en higiene y salud así como apoyarlos en aspectos como computación; adicionalmente se imparten clases de manualidades y otros oficios a las madres de los niños que participan en este programa. Cabe señalar que esta institución ubicada en el sur de la Ciudad de México, ha preparado a importantes atletas representativos del deporte mexicano, ganadores de medallas y premios en competencias internacionales además de contar entre sus más destacados alumnos al corredor Juan Barrios, quien representó a México en las Olimpiadas. Colgate-Palmolive proporciona ayuda gratuita sobre la educación en la higiene bucal y personal en diversas comunidades a nivel mundial desde hace más de 40 años.[¿cuándo?]